# Rike Kloster
Rike Kloster (* 1990 in Münster) ist eine deutsche Schauspielerin.

## Leben
Kloster wuchs in Münster auf. Sie erhielt Ballettunterricht und trat als Jugendliche mit Aufführungen ihrer Ballettschule auch an den Städtischen Bühnen Münster auf, so 2006 in der Tanztheaterproduktion Der schwarze Vogel. In Münster spielte sie im Ensemble der Theatergruppe Cactus Junges Theater auch Theater, unter anderem in den Inszenierungen Das Soap Ding (2007), Diskothek (2008) und 2011 in der Produktion Cafe Soukous im Theater im Pumpenhaus.
2009 wirkte Kloster erstmals in einer Filmproduktion mit, in dem Kurzfilm Anderthalb, einem Abschlussfilm der Internationalen Filmschule Köln. 2009 erhielt sie in der in Münster spielenden Kriminalserie Wilsberg ihre erste Fernsehrolle; im TV-Film Bullenball, der im November 2010 im ZDF erstausgestrahlt wurde, hatte sie eine Nebenrolle als Abiturientin.
Im Rahmen der Märchen-Neuverfilmungen der ARD spielte Kloster an der Seite von Robert Gwisdek, Michael Gwisdek und Iris Berben die Titelrolle in dem Märchenfilm Die Prinzessin auf der Erbse. Sie erhielt für ihre Rolle durchweg positive Kritiken. Kloster „bezaubert[e] als zunächst heiratsunwillige Prinzessin.“ In einer DVD-Kritik hieß es: „überzeugend und attraktiv: Rike Kloster“.
In der ARD-Fernsehreihe Bloch übernahm sie in der im Januar 2011 erstausgestrahlten Episode Der Heiland die Rolle des jungen Mädchens Madlen. Im Februar 2011 war sie in dem ZDF-Zweiteiler Schicksalsjahre, einer Verfilmung der Lebenserinnerungen von Uwe-Karsten Heye, in der Rolle der erwachsenen Bärbel Heye zu sehen, die (selbst bereits junge Mutter) im Nachkriegsdeutschland gemeinsam ihrem Bruder den durch die Kriegswirren versprengten Vater wiedertrifft.
2011 drehte Kloster für die Sat.1-Serie Danni Lowinski. 2017 spielte sie in der TV-Serie In aller Freundschaft – Die jungen Ärzte eine Hauptrolle als gehörlose Patientin Natalie Reichelt.
Kloster lebt in Berlin.

## Filmografie (Auswahl)
- 2009: Anderthalb
- 2009: Wilsberg – Bullenball
- 2010: Die Prinzessin auf der Erbse
- 2011: Schicksalsjahre
- 2011: Bloch – Der Heiland
- 2011: Danni Lowinski
- 2017: In aller Freundschaft – Die jungen Ärzte (Fernsehserie, Folge 87 Wer wagt, gewinnt)